# Gianfranco Gallo
Gianfranco Gallo (Napoli, 5 dicembre 1961) è un attore, cantante e drammaturgo italiano.

## Biografia
Nasce a Napoli, è figlio del cantante Nunzio Gallo e della attrice Bianca Maria Varriale, fratello maggiore dell'attore Massimiliano Gallo.
Il suo debutto teatrale è del 1981 con Eden Teatro Viviani, con la compagnia del maestro Roberto De Simone nella quale resta tre anni a cui seguono L'opera buffa del giovedì santo e la Lucilla Costante. 
Nel 1988 forma una sua compagnia e gira l'Italia con gli spettacoli Fratelli d'Italia e Francesca da Rimini per la regia di Aldo Giuffré.
Dal 1990 al 1995, con la stessa formazione, si afferma nel genere del Teatro Cabaret con alcuni testi da lui scritti. 
Dal 1995 al 1997 è protagonista al Bal Tabarin di Roma.
Dal 1997 al 2002 recita, scrive e comincia la sua attività di regista per il Teatro Sannazaro di Napoli. 
Nel 1998 assume la direzione artistica della compagnia dello stesso teatro nel quale porta in scena alcune sue commedie. 
Con I Cucuzzari, testo sulla rivoluzione partenopea del 1799, vince nel luglio 2002, il premio "Episcopio Teatro Festival".
Dalla stagione 2002-2003 la sua compagnia è prodotta dal Teatro Cilea di Napoli. Nel marzo 2003 è in scena con Quartieri Spagnoli.
Nel 2004-2005 è prodotto dal Teatro Trianon di Napoli e mette in scena il musical Napoli 1799.
Nella stagione 2005-2006 scrive e rappresenta il Musical ispirato a Miseria e Nobiltà. 
Nel 2007 scrive e recita Ti ho sposato per ignoranza. Dal 2009 è il direttore artistico del Teatro dei Comici.
Ha pubblicato un libro di racconti dal titolo Napoli da Sotto a Sopra nel 2011 (ed. Graf), il saggio Cuori in ordine Alfabetico del 2013 ed un divertente romanzo pandemico Segreti e Quarantene del 2020.
Nel 2021 gira il suo primo film da sceneggiatore e regista oltre che da attore protagonista, dal titolo Dodici repliche; il corto The Winner, come sceneggiatore e regista; La cena perfetta, per la regia di Davide Minnella; L'ombra di Caravaggio, per la regia di Michele Placido. Ancora con la direzione di Minnella è nel film Cattiva coscienza (2023).

## Filmografia

### Cinema
- Lo scugnizzo, regia di Alfonso Brescia (1979)
- Delitti, regia di Giovanna Lenzi (1987)
- Fortapàsc, regia di Marco Risi (2009)
- A sud di New York, regia di Elena Bonelli (2010)
- Take Five, regia di Guido Lombardi (2014)
- Milionari, regia di Alessandro Piva (2014)
- Tre tocchi, regia di Marco Risi (2015)
- Indivisibili, regia di Edoardo De Angelis (2016)
- Quanto basta, regia di Francesco Falaschi (2018)
- Ricchi di fantasia, regia di Francesco Miccichè (2018)
- Nevia, regia Nunzia De Stefano (2019)
- Pinocchio, regia di Matteo Garrone (2019)
- School of Mafia, regia di Alessandro Pondi (2021)
- Ritorno al crimine, regia di Massimiliano Bruno (2021)
- Fino ad essere felici, regia Paolo Cipolletta (2021)
- La cena perfetta, regia di Davide Minnella (2022)
- L'ombra di Caravaggio, regia di Michele Placido (2022)
- Cattiva coscienza, regia di Davide Minnella (2023)
- Chi ha rapito Jerry Calà?, regia di Jerry Calà (2023)
- Falla girare 2 - Offline, regia di Giampaolo Morelli (2024)

### Televisione
- Un posto al sole – soap opera, 17 puntate (2003-2004)
- La nuova squadra – serie TV, episodi sconosciuti (2009)
- Il clan dei camorristi – serie TV, episodi 1x02-1x03 (2013)
- Don Matteo – serie TV, episodio 9x02 (2014)
- Sotto copertura – serie TV, episodio 1x01 (2015)
- Gomorra - La serie – serie TV, 10 episodi (2016-2017)
- Squadra mobile – serie TV, episodio 2x03 (2017)
- Buonasera Presidente – serie TV, 1 episodio (2019)
- Luna Park – serie TV, 6 episodi (2021)
- Maradona: sogno benedetto (Maradona: sueño bendito) – serie TV, episodio 7 (2021)
- La voce che hai dentro – serie TV, 8 episodi (2023)
- Tutto quello che ho – miniserie TV (2025)